# Список призерів командних чемпіонатів Європи зі спортивної ходьби (жінки)
Цей список включає призерок командних чемпіонатів (до 2021 — Кубків) Європи зі спортивної ходьби в жіночих дисциплінах за всі роки їх проведення.

## Дорослі

### Особиста першість

#### Ходьба 10 км
- Дисципліна ходьби на 10 км входила до жіночої програми кубків (командних чемпіонатів) упродовж 1996—1998, після чого була замінена на 20-кілометрову дистанцію.

| Рік  | Золото                 | Срібло                      | Бронза                   |
| ---- | ---------------------- | --------------------------- | ------------------------ |
| 1996 | Аннаріта Сідоті Італія | Росселла Джордано Італія    | Сусана Фейтор Португалія |
| 1998 | Надія Ряшкіна Росія    | Марія Роса-Урбанік Угорщина | Клаудія Йован Румунія    |

#### Ходьба 20 км
| Рік  | Золото                      | Срібло                      | Бронза                         |
| ---- | --------------------------- | --------------------------- | ------------------------------ |
| 2000 | Олімпіада Іванова Росія     | Елізабетта Перроне Італія   | Г'єрсті Тюссе-Плетцер Норвегія |
| 2001 | Олімпіада Іванова Росія     | Наталія Федоськіна Росія    | Елізабетта Перроне Італія      |
| 2003 | Олена Ніколаєва Росія       | Елізабетта Перроне Італія   | Марія Васко Іспанія            |
| 2005 | Олімпіада Іванова Росія     | Сусана Фейтор Португалія    | Еліза Рігаудо Італія           |
| 2007 | Маргарита Турова Білорусь   | Ольга Каніськіна Росія      | Олена Гінько Білорусь          |
| 2009 | Марія Васко Іспанія         | Аніся Кирдяпкіна Росія      | Крістіна Салтанович Литва      |
| 2011 | Віра Соколова Росія         | Еліза Рігаудо Італія        | Марія Васко Іспанія            |
| 2013 | Віра Соколова Росія         | Марина Пандакова Росія      | Ірина Юманова Росія            |
| 2015 | Ельміра Алембекова Росія    | Елеонора Джорджі Італія     | Світлана Васильєва Росія       |
| 2017 | Антонелла Пальмізано Італія | Ана Кабесінья Іспанія       | Лаура Гарсія-Каро Іспанія      |
| 2019 | Живіле Вайцюкевічуте Литва  | Лаура Гарсія-Каро Іспанія   | Ракель Гонсалес Іспанія        |
| 2021 | Антонелла Пальмізано Італія | Марія Перес Іспанія         | Лаура Гарсія-Каро Іспанія      |
| 2023 | Антігоні Дрісбіоті Греція   | Антонелла Пальмізано Італія | Ана Кабесінья Португалія       |

#### Ходьба 35 км
- Дисципліна ходьби на 35 км була вперше включена до жіночої програми командних чемпіонатів у 2021, замінивши 50-кілометрову дистанцію.

| Рік  | Золото                    | Срібло                  | Бронза                      |
| ---- | ------------------------- | ----------------------- | --------------------------- |
| 2021 | Антігоні Дрісбіоті Греція | Елеонора Джорджі Італія | Лідія Барчелла Італія       |
| 2023 | Марія Перес Іспанія       | Ракель Гонсалес Іспанія | Крістіна Монтесінос Іспанія |

#### Ходьба 50 км
- Дисципліна ходьби на 50 км входила до жіночої програми кубків (командних чемпіонатів) лише одного року (2019), після чого була замінена на 35-кілометрову дистанцію.

| Рік  | Золото                  | Срібло             | Бронза                  |
| ---- | ----------------------- | ------------------ | ----------------------- |
| 2019 | Елеонора Джорджі Італія | Юлія Такач Іспанія | Інеш Енрікеш Португалія |

### Командна першість

#### Ходьба 10 км
- Дисципліна ходьби на 10 км входила до жіночої програми кубків (командних чемпіонатів) упродовж 1996—1998, після чого була замінена на 20-кілометрову дистанцію.

| Рік  | Золото                                                                     | Срібло                                                                     | Бронза                                                                                 |
| ---- | -------------------------------------------------------------------------- | -------------------------------------------------------------------------- | -------------------------------------------------------------------------------------- |
| 1996 | Італія Аннаріта Сідоті Росселла Джордано Елізабетта Перроне Еріка Альфріді | Росія Римма Макарова Ніна Алюшенко Світлана Нифонтова Юлія Воєводіна       | Білорусь Валентина Цибульська Ольга Кардопольцева Леонарда Юхневич Людмила Долгополова |
| 1998 | Росія Надія Ряшкіна Тамара Коваленко Ольга Панфьорова Олена Аршинцева      | Італія Еріка Альфріді Санта Компаньйоні Елізабетта Перроне Аннаріта Сідоті | Іспанія Марія Васко Енкарна Гранадос Селія Марсен Тереза Лінарес                       |

#### Ходьба 20 км
| Рік  | Золото                                                                              | Срібло                                                                             | Бронза                                                                                        |
| ---- | ----------------------------------------------------------------------------------- | ---------------------------------------------------------------------------------- | --------------------------------------------------------------------------------------------- |
| 2000 | Італія Елізабетта Перроне Еріка Альфріді Аннаріта Сідоті Крістіана Пелліно          | Румунія Норіка Кимпян Ана Марія Гроза Данієла Кирлан                               | Україна Валентина Савчук Віра Зозуля Людмила Єгорова Тетяна Рагозіна                          |
| 2001 | Росія Олімпіада Іванова Наталія Федоськіна Олена Ніколаєва Тетяна Сибільова         | Італія Елізабетта Перроне Еріка Альфріді Аннаріта Сідоті Гізелла Орсіні            | Білорусь Валентина Цибульська Наталія Місюля Олена Гінько Маргарита Турова                    |
| 2003 | Італія Елізабетта Перроне Росселла Джордано Еліза Рігаудо Гізелла Орсіні            | Іспанія Марія Васко Марія Крус Діас Єва Перес Беатріс Паскуаль                     | Росія Олена Ніколаєва Наталія Федоськіна Антоніна Петрова Лариса Ємельянова                   |
| 2005 | Португалія Сусана Фейтор Вера Сантуш Марібел Гонсалвеш Інеш Енрікеш                 | Італія Еліза Рігаудо Гізелла Орсіні Росселла Джордано Крістіана Пелліно            | Румунія Клаудія Штеф Ана Марія Гроза Норіка Кимпян Данієла Кирлан                             |
| 2007 | Білорусь Маргарита Турова Олена Гінько Сніжана Юрченко Анастасія Яцевич             | Росія Ольга Каніськіна Тетяна Сибильова Альона Нартова Людмила Архипова            | Іспанія Марія Васко Беатріс Паскуаль Марія Хосе Повес Майте Гаргальйо                         |
| 2009 | Росія Аніся Кирдяпкіна Лариса Ємельянова Олена Шумкіна Віра Соколова                | Іспанія Марія Васко Беатріс Паскуаль Юлія Такач Росіо Флоридо                      | Словаччина Зузана Малікова Марія Галікова Марія Чакова                                        |
| 2011 | Іспанія Марія Васко Марія Хосе Повес Юлія Такач Лорена Луакес                       | Португалія Сусана Фейтор Інеш Енрікеш Ана Кабесінья Вера Сантуш                    | Італія Еліза Рігаудо Федеріка Ферраро Елеонора Джорджі Антонелла Пальмізано                   |
| 2013 | Росія Віра Соколова Марина Пандакова Ірина Юманова                                  | Португалія Ана Кабесінья Інеш Енрікеш Вера Сантуш Сусана Фейтор                    | Іспанія Беатріс Паскуаль Лорена Луакес Ракель Гонсалес Юлія Такач                             |
| 2015 | Росія Ельміра Алембекова Світлана Васильєва Марина Пандакова Віра Соколова          | Італія Елеонора Джорджі Еліза Рігаудо Валентина Траплетті Федеріка Ферраро         | Португалія Ана Кабесінья Вера Сантуш Інеш Енрікеш Сусана Фейтор                               |
| 2017 | Іспанія Лаура Гарсія-Каро Марія Перес Лідія Санчес-Пуебла Аманда Кано               | Італія Антонелла Пальмізано Валентина Траплетті Ніколь Коломбі Сибілла ді Вінченцо | Литва Брігіта Вірбаліте-Дімшене Живіле Вайцюкевічуте Моніка Вайцюкевічуте Крістіна Салтанович |
| 2019 | Іспанія Лаура Гарсія-Каро Ракель Гонсалес Марія Перес Лідія Санчес-Пуебла           | Італія Елеонора Домінічі Валентина Траплетті Ніколь Коломбі                        | Білорусь Дар'я Полуектова Вікторія Рощупкіна Анастасія Раровська                              |
| 2021 | Іспанія Марія Перес Лаура Гарсія-Каро Ракель Гонсалес Юлія Такач                    | Україна Олена Собчук Ганна Шевчук Людмила Оляновська                               | Італія Антонелла Пальмізано Валентина Траплетті Ніколь Коломбі                                |
| 2023 | Італія Антонелла Пальмізано Валентина Траплетті Александріна Міхай Елеонора Джорджі | Україна Людмила Оляновська Олена Собчук Ганна Шевчук Софія Криловецька             | Франція Клеманс Беретта Полін Стей Камілль Мутар                                              |

#### Ходьба 35 км
- Дисципліна ходьби на 35 км була вперше включена до жіночої програми командних чемпіонатів у 2021, замінивши 50-кілометрову дистанцію.

| Рік  | Золото                                                                    | Срібло                                                                              | Бронза                                                     |
| ---- | ------------------------------------------------------------------------- | ----------------------------------------------------------------------------------- | ---------------------------------------------------------- |
| 2021 | Італія Елеонора Джорджі Лідія Барчелла Федеріка Кур'яцці Беатріче Форесті | Греція Антігоні Дрісбіоті Кір'які Фільтісаку Христина Пападопулу Ефстатія Куркуцакі | Білорусь Надія Дорожук Анастасія Родькіна Анастасія Яцевич |
| 2023 | Іспанія Марія Перес Ракель Гонсалес Крістіна Монтесінос Паула Хуарес      | Італія Федеріка Кур'яцці Сара Вітьєлло Ніколь Коломбі                               | Україна Василина Сидорчук Аліна Цвілій Валентина Наявка    |

#### Ходьба 50 км
- Дисципліна ходьби на 50 км входила до жіночої програми кубків (командних чемпіонатів) лише одного року (2019), після чого була замінена на 35-кілометрову дистанцію.

Шаблон:Список призерів командних чемпіонатів Європи зі спортивної ходьби на 50 кілометрів серед жінок (командна першість)

## Юніорки
Юніорки визначають призерок на дистанції 10 кілометрів.

### Особиста першість
| Рік  | Золото                                  | Срібло                      | Бронза                      |
| ---- | --------------------------------------- | --------------------------- | --------------------------- |
| 2000 | Тетяна Козлова Росія                    | Марина Тихонова Білорусь    | Альона Зенкова Росія        |
| 2001 | Тетяна Козлова Росія                    | Марина Тихонова Білорусь    | Катерина Измайлова Росія    |
| 2003 | Ірина Петрова Росія                     | Віра Соколова Росія         | Сніжана Юрченко Білорусь    |
| 2005 | Віра Соколова Росія                     | Тетяна Калмикова Росія      | Олена Русак Білорусь        |
| 2007 | Аніся Корнікова Росія                   | Олена Шумкіна Росія         | Ірина Юманова Росія         |
| 2009 | Тетяна Мінеєва Росія                    | Адріана Турня Румунія       | Антонелла Пальмізано Італія |
| 2011 | Олена Лашманова Росія                   | Світлана Васильєва Росія    | Кейт Віл Ірландія           |
| 2013 | Надія Леонтьєва Росія                   | Анежка Драготова Чехія      | Оксана Голяткіна Росія      |
| 2015 | Клавдія Афанасьєва Росія                | Марія Лосінова Росія        | Марія Перес Іспанія         |
| 2017 | Яна Смердова Допущені нейтральні атлети | Мер'єм Бекмез Туреччина     | Тереза Цурек Німеччина      |
| 2019 | Мер'єм Бекмез Туреччина                 | Евін Демір Туреччина        | Полін Стей Франція          |
| 2021 | Елішка Мартінкова Чехія                 | Адріана Вівейруш Португалія | Маель Біре-Еслуї Франція    |
| 2023 | Джулія Габріеле Італія                  | Айдара Мейлан Іспанія       | Ана Делаає Франція          |

### Командна першість
| Рік  | Золото                                                      | Срібло                                                         | Бронза                                                           |
| ---- | ----------------------------------------------------------- | -------------------------------------------------------------- | ---------------------------------------------------------------- |
| 2000 | Росія Тетяна Козлова Альона Зенкова Тетяна Доценко          | Білорусь Марина Тихонова Сніжана Юрченко Тетяна Зуєва          | Німеччина Сабіне Ціммер Штефані Панціг Беатріс Клабун            |
| 2001 | Росія Тетяна Козлова Катерина Ізмайлова Ірина Короткова     | Білорусь Марина Тихонова Катерина Лобашова Сніжана Юрченко     | Греція Афанасія Цумелека Марія Хаціпанайотіду Ірині Караяні      |
| 2003 | Росія Ірина Петрова Віра Соколова Ксенія Іщейкіна           | Білорусь Сніжана Юрченко Тетяна Метлевська Алла Божко          | Німеччина Майя Ландман Ульріке Зішка                             |
| 2005 | Росія Віра Соколова Тетяна Калмикова Олександра Кубасова    | Білорусь Олена Русак Анна Драбеня Ольга Мазурьонок             | Італія Мартіна Габріеллі Сабріна Тревізан                        |
| 2007 | Росія Аніся Корнікова Олена Шумкіна Ірина Юманова           | Румунія Анамарія Гречану Джорджана Банчу Александра Градінаріу | Україна Юлія Давиденко Світлана Вавілова                         |
| 2009 | Італія Антонелла Пальмізано Федеріка Кур'яцці Клаудія Буссу | Франція Лорен Делон Емілі Менюе Марі Онно                      | Румунія Адріана Турня Александра Градінаріу                      |
| 2011 | Росія Олена Лашманова Світлана Васильєва Ольга Дубровіна    | Італія Анна Клементе Федеріка Кур'яцці Сара Лопарко            | Чехія Анежка Драготова Елішка Драготова                          |
| 2013 | Росія Надія Леонтьєва Оксана Голяткіна                      | Чехія Анежка Драготова Елішка Драготова Адела Фрідріхова       | Білорусь Вікторія Рощупкіна Анастасія Родькіна Вероніка Рабчаєва |
| 2015 | Росія Клавдія Афанасьєва Марія Лосінова Ольга Шаргіна       | Іспанія Марія Перес Лідія Санчес-Пуебла Ірен Васкес            | Італія Ноемі Стелла Елеонора Домінічі Джада Франческа Чабіні     |
| 2017 | Іспанія Марина Пенья Ірен Монтехо Антія Чамоса              | Греція Софія Аліканіоті Дімітра Бохорі Атанасія Вайці          | Німеччина Тереза Цурек Юлія Ріхтер Юлія Генце                    |
| 2019 | Туреччина Мер'єм Бекмез Евін Демір Кадер Дост               | Франція Полін Стей Каміль Мутар Маель Террек                   | Іспанія Маріона Гарсія Мірея Уррутія Хемма Мора                  |
| 2021 | Португалія Адріана Вівейруш Інеш Мендеш Бруна Маркеш        | Франція Маель Біре-Еслуї Ельвіна Карр                          | Чехія Елішка Мартінкова Клара Главачова Яна Зікмундова           |
| 2023 | Іспанія Айдара Мейлан Грізельда Серрет Софія Сантакреу      | Італія Джулія Габріеле Джада Трайна Софія Фйоріні              | Франція Ана Делаає Марін Мербітц Агат Мілле                      |